# Loi de Bowley
La Loi de Bowley (ou loi de la part constante des salaires) est une loi économique selon laquelle le partage de la valeur ajoutée reste à peu près constant à travers le temps. Ainsi, la part de la valeur créée par les entreprises attribuée aux salaires n'évolue que très peu. Des recherches menées au début du XXIe siècle ont cependant montré que la part des salaires avait décliné dans les grandes économies occidentales. Elle porte le nom d'Arthur Lyon Bowley. 

## Histoire

### Découverte de la constance de la part des salaires par Bowley
Arthur Bowley est un économiste du début du XXe siècle, spécialiste des statistiques des revenus au Royaume-Uni. Les économistes classiques, comme David Ricardo ou Karl Marx, soutenaient que la part des facteurs terre, capital et travail étaient fondamentalement flexibles. Grâce au développement de la comptabilité nationale, et de calculs réalisés par lui-même, Bowley mène l'enquête afin de déterminer si la théorie classique se vérifiait. 
Or, après avoir effectué des estimations sur les données disponibles, lui et Josiah Stamp constatent l'étonnante stabilité de la part des salaires dans la valeur ajoutée à travers le temps en étudiant la part des salaires dans la valeur ajoutée britannique entre 1911 et 1924. En 1937, Bowley reprend ces travaux et les augmente dans son livre Wages and Income in the United Kingdom since 1860, devenant le premier à affirmer clairement la constance de la part des salaires. 

### Nomination de la loi par Samuelson
Le constat ne porte pas de nom jusqu'à ce que Paul Samuelson écrive la sixième édition de son célèbre manuel Economics, en 1964. Il donne alors au fait stylisé identifié par Bowley le nom de « loi de Bowley ». 

## Débats et controverses
Avec les progrès de la comptabilité nationale, des économistes comme Phelps-Brown et Weber (1953) ou Johnson (1954) montrèrent que la part des salaires était constante,. En conséquence, la constance de la part des salaires fut largement acceptée par les économistes  comme un fait stylisé. 
Ce consensus fut mis à l'épreuve par plusieurs travaux empiriques de la fin des années 1950, notamment ceux de Kuznets (1959) ou Solow (1959),. 
Au début des années 2000 les  économistes ont recommencé à s'intéresser à la loi de  Bowley,. En effet nombre de recherches sur des données postérieures à 1960 ont semé des doutes sur la réalité de la loi de Bowley sur cette période,,,. Des recherches suggèrent que dans les principales économies, y compris les États-Unis, la part des salaires a significativement diminué depuis 1980.

## Postérité et influence

### Faits de Kaldor
Même si l'intérêt académique pour la loi de Bowley diminue à partir de 1960, son impact sur la théorie économique demeure profond à travers son influence sur la macroéconomie de Kalecki et de Keynes et des post-keynésiens qui, comme Joan Robinson, ont développé des théories macroéconomiques capables d'expliquer l'existence d'une part constante des salaires. 
Peut-être le point le plus important réside l'inclusion de la loi de Bowley dans les faits de Kaldor que les économistes néoclassiques ont cherché à expliquer. En effet ces recherches ont profondément marqué le développement de la théorie économique moderne.

### Théorie néoclassique des salaires
De même la loi de Bowley est présente dans la théorie néoclassique des salaires développée dès les années 1930 par John Hicks et Paul Douglas. 

## Sources
- A. L. Bowley, Wages in the United Kingdom in the Nineteenth Century: Notes for the Use of Students of Social and Economic Questions, Cambridge, UK, Cambridge University Press, 1900 (lire en ligne)
- A. L. Bowley, Wages and Income in the United Kingdom Since 1860, Cambridge, Cambridge University Press, 1937 (lire en ligne)